# Leucomium crinitifolium
Leucomium crinitifolium är en bladmossart som beskrevs av Mitten 1869. Leucomium crinitifolium ingår i släktet Leucomium och familjen Hypnaceae. Inga underarter finns listade i Catalogue of Life.